# Costentalina
Genre
Costentalina est un genre de mollusques scaphopodes marins de l'ordre des Gadilida, du sous-ordre des Entalimorpha et de la famille des Entalinidae.

## Liste des espèces
Selon World Register of Marine Species (24 septembre 2019) :
- Costentalina caymanica Chistikov, 1982
- Costentalina elegans Chistikov, 1982
- Costentalina indica Chistikov, 1982
- Costentalina leptoconcha Chistikov, 1982
- Costentalina pacifica Chistikov, 1982
- Costentalina tuscarorae Chistikov, 1982
- Costentalina vemae Scarabino, 1986